# Johannes Franciscus Christ
Johannes Franciscus Christ, né le 14 février 1790 à Nimègue où il est mort le 9 mars 1845, est un peintre paysagiste, aquafortiste et aquarelliste néerlandais.

## Biographie

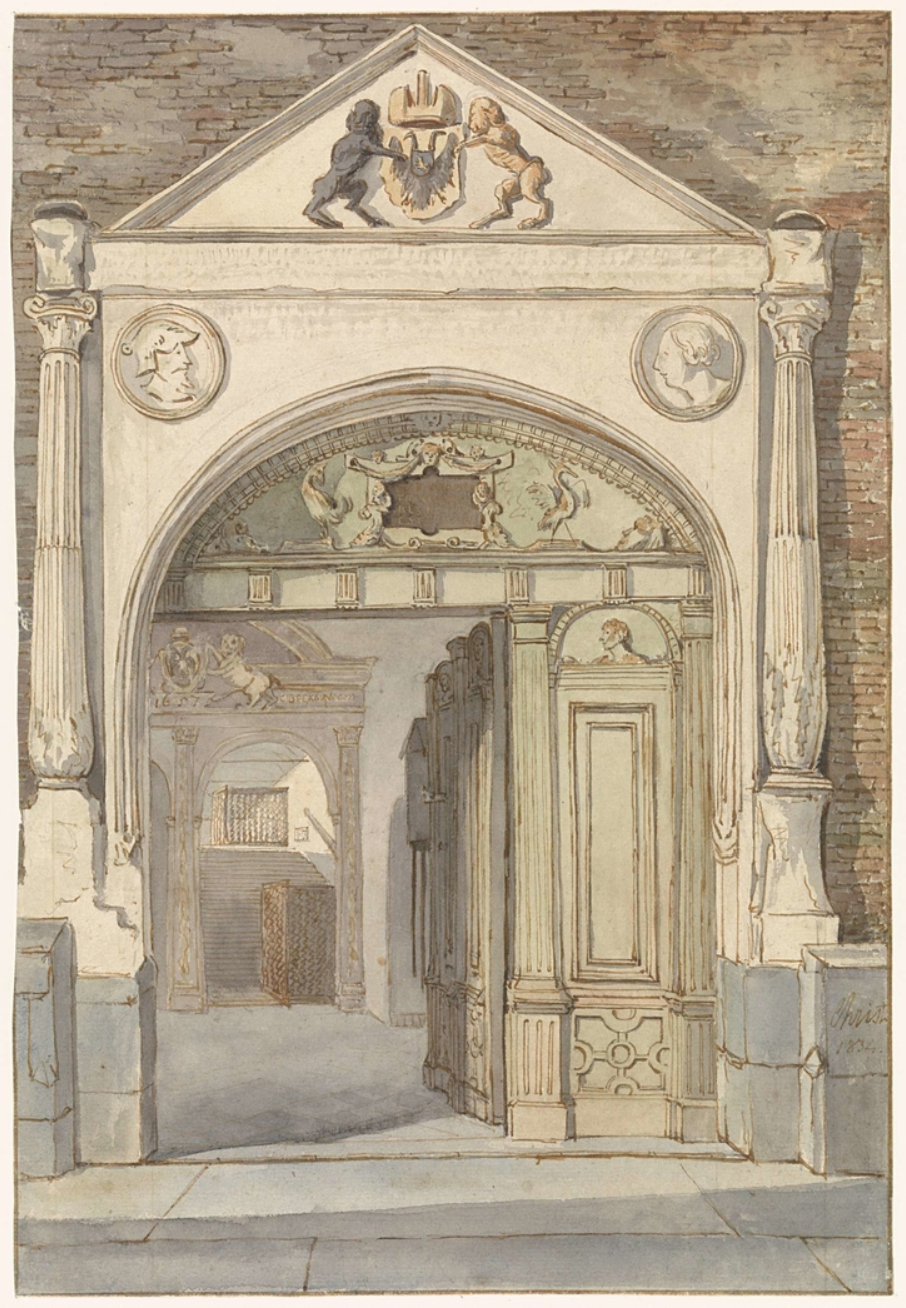
Vue sur le hall de la mairie de Nimègue

Johannes Franciscus Christ est élève de Jacob van Eynden (1733-1824), connu comme peintre animalier, paysagiste et de vues urbaines,. Il poursuit ses études en autodidacte. 
En 1835, il parcourt l'Allemagne et peint des paysages du Rhin et du Ruhr. Il publie le livre Wandelingen van een Landscapeschapzeichen langs de Ruhr en een gedeelte van den Ryn (en français : Errances d'un peintre paysagiste le long de la Ruhr et d'une section du Rhin).
Pour illustrer certains tableaux, il fait appel à deux collaborateurs : Jan van Ravenswaay et Eugène Verboeckhoven. 
Le peintre animalier Bernard te Gempt est son élève à Nimègue avant de commencer ses études à Amsterdam. Christ est le père de Johanna Maria et de Pieter Casper Christ (1822-1888), qu'il forme à la peinture. Son fils devient plus tard un collaborateur apprécié de Wouterus Verschuur.